# Sielsowiet Motykały
Sielsowiet Motykały (s. motykalski, biał. Матыкальскі сельсавет, ros. Мотыкальский сельсовет) – sielsowiet na Białorusi, w obwodzie brzeskim, w północno-zachodniej części rejonu brzeskiego. 
Siedzibą sielsowietu są Motykały Wielkie. Jednostka podziału administracyjnego sąsiaduje na południu z miastem Brześć, na południowym zachodzie z sielsowietem Klejniki, na północy z sielsowietem Łyszczyce, a na wschodzie z sielsowietami Czarnawczyce i Czernie.  Ponadto sielsowiet znajduje się przy granicy z Polską, przez co poprzez Bug graniczy na zachodzie z polską gminą  Rokitno, leżącą w powiecie bialskim województwa lubelskiego. W części północno-zachodniej przylega także do rejonu kamienieckiego (sielsowiet Wołczyn).
W skład sielsowietu wchodzi obecnie 19 miejscowości:
| Polska nazwa miejscowości | Nazwa białoruska                      | Nazwa rosyjska                       | Typ jednostki osadniczej |
| ------------------------- | ------------------------------------- | ------------------------------------ | ------------------------ |
| Bobrowce                  | Баброўцы (Babroucy)                   | Бобровцы (Bobrowcy)                  | wieś                     |
| Wielamowicze              | Вельямовічы (Wieljamowiczy)           | Вельямовичи (Wieljamowiczi)          | wieś                     |
| Motykały Wielkie          | Вялікія Матыкалы (Wialikija Matykały) | Большие Мотыкалы (Bolszyje Motykały) | agromiasteczko           |
| Rakowica Wielka           | Вялікая Ракавіца (Wialikaja Rakawica) | Большая Раковица (Bolszaja Rakowica) | wieś                     |
| Hałaczewo (Gałaczewo)     | Галачава (Hałaczawa)                  | Галачево (Gałaczewo)                 | wieś                     |
| Zapole                    | Запольле (Zapolle)                    | Заполье (Zapolie)                    | wieś                     |
| Zboromirowo               | Зборамірава (Zboramirawa)             | Зборомирово (Zboramirowo)            | wieś                     |
| Kowerdziaki               | Кавердзякі (Kawierdziaki)             | Ковердяки (Kowierdiaki)              | wieś                     |
| Rakowica Mała             | Малая Ракавіца (Małaja Rakawica)      | Малая Раковица (Małaja Rakowica)     | wieś                     |
| Motykały Małe             | Малыя Матыкалы (Małyja Matykały)      | Малые Мотыкалы (Małyje Motykały)     | wieś                     |
| Motykały                  | Матыкалы (Matykały)                   | Мотыкалы (Motykały)                  | chutor                   |
| Niechołsty                | Няхолсты (Niachołsty)                 | Нехолсты (Niechołsty)                | wieś                     |
| Skoki                     | Скокі                                 | Скоки                                | wieś                     |
| Stawiszcze                | Ставішча (Stawiszcza)                 | Ставище (Stawiszcze)                 | wieś                     |
| Stara Wieś                | Старое Сяло (Staroje Siało)           | Старое Село (Staroje Sieło)          | wieś                     |
| Sycze                     | Сычы (Syczy)                          | Сычи (Syczy)                         | wieś                     |
| Tuchenicze                | Цюхінічы (Ciuchiniczy)                | Тюхиничи (Tiuchiniczi)               | wieś                     |
| Czyżewicze                | Чыжэвічы (Czyżewiczy)                 | Чижевичи (Cziżewiczi)                | wieś                     |
| Czelejewo                 | Чылеева                               | Чилеево                              | wieś                     |

W okresie międzywojennym większość miejscowości sielsowietu należała do gminy Motykały w województwie poleskim II Rzeczypospolitej (w tym Sycze, leżące pierwotnie w gminie Łyszczyce), tylko Czyżewicze, Hałaczewo i Wielamowicze  znajdowały się w gminie Wołczyn.